# Distretto di Maolin
Il distretto di Maolin (茂林區S, Màolín QūP) è un distretto della municipalità di Kaohsiung, situata a Taiwan.